# Wereldkampioenschappen noords skiën 2015
De wereldkampioenschappen noords skiën 2015 (officieel: Stora Enso Nordic World Ski Championships 2015) werden van 18 februari tot en met 1 maart 2015 gehouden in Falun.

## Kandidaturen
Voor de organisatie van de wereldkampioenschappen hebben Oberstdorf, Falun, Lahti en Zakopane zich kandidaat gesteld.
Bij het 47ste FIS-congres van 31 mei tot 5 juni 2010 in Antalya kreeg Falun in de derde stemronde de voorkeur boven de andere kandidaten. Het resultaat van de stemrondes verliep als volgt:
| Plaats     | 1. stemronde | 2. stemronde | 3. stemronde |
| ---------- | ------------ | ------------ | ------------ |
| Falun      | 6            | 7            | 8            |
| Lahti      | 5            | 5            | 7            |
| Zakopane   | 3            | 3            | –            |
| Oberstdorf | 1            | –            | –            |

## Wedstrijdschema
| Februari/Maart     | 18 | 19 | 20 | 21 | 22 | 23 | 24 | 25 | 26 | 27 | 28 | 1 | T  |
| ------------------ | -- | -- | -- | -- | -- | -- | -- | -- | -- | -- | -- | - | -- |
| Langlaufen         | Q  | 2  |    | 2  | 2  |    | 1  | 1  | 1  | 1  | 1  | 1 | 12 |
| Noordse combinatie |    |    | 1  |    | 1  |    |    |    | 1  |    | 1  |   | 4  |
| Schansspringen     |    |    | 1  | 1  | 1  |    |    | Q  | 1  |    | 1  |   | 5  |
| Finales            | 0  | 2  | 2  | 3  | 4  | 0  | 1  | 1  | 3  | 1  | 3  | 1 | 21 |

## Medailles

### Langlaufen

#### Mannen
| Onderdeel         | Goud | Goud                                                         | Zilver | Zilver                                                           | Brons | Brons                                                                    |
| ----------------- | ---- | ------------------------------------------------------------ | ------ | ---------------------------------------------------------------- | ----- | ------------------------------------------------------------------------ |
| Sprint            | NOR  | Petter Northug                                               | CAN    | Alex Harvey                                                      | NOR   | Ola Vigen Hattestad                                                      |
| 15 km vrije stijl | SWE  | Johan Olsson                                                 | FRA    | Maurice Manificat                                                | NOR   | Anders Gløersen                                                          |
| 30 km skiatlon    | RUS  | Maksim Vylegsjanin                                           | SUI    | Dario Cologna                                                    | CAN   | Alex Harvey                                                              |
| 50 km klassiek    | NOR  | Petter Northug                                               | CZE    | Lukáš Bauer                                                      | SWE   | Johan Olsson                                                             |
|                   |      |                                                              |        |                                                                  |       |                                                                          |
| Teamsprint        | NOR  | Finn Hågen Krogh Petter Northug                              | RUS    | Aleksej Petoechov Nikita Krjoekov                                | ITA   | Dietmar Nöckler Federico Pellegrino                                      |
| 4×10 km estafette | NOR  | Niklas Dyrhaug Didrik Tønseth Anders Gløersen Petter Northug | SWE    | Daniel Richardsson Johan Olsson Marcus Hellner Calle Halfvarsson | FRA   | Jean-Marc Gaillard Maurice Manificat Robin Duvillard Adrien Backscheider |

#### Vrouwen
| Onderdeel         | Goud | Goud                                                    | Zilver | Zilver                                                     | Brons | Brons                                                                      |
| ----------------- | ---- | ------------------------------------------------------- | ------ | ---------------------------------------------------------- | ----- | -------------------------------------------------------------------------- |
| Sprint            | NOR  | Marit Bjørgen                                           | SWE    | Stina Nilsson                                              | NOR   | Maiken Caspersen Falla                                                     |
| 10 km vrije stijl | SWE  | Charlotte Kalla                                         | USA    | Jessica Diggins                                            | USA   | Caitlin Gregg                                                              |
| 15 km skiatlon    | NOR  | Therese Johaug                                          | NOR    | Astrid Jacobsen                                            | SWE   | Charlotte Kalla                                                            |
| 30 km klassiek    | NOR  | Therese Johaug                                          | NOR    | Marit Bjørgen                                              | SWE   | Charlotte Kalla                                                            |
|                   |      |                                                         |        |                                                            |       |                                                                            |
| Teamsprint        | NOR  | Ingvild Flugstad Østberg Maiken Caspersen Falla         | SWE    | Ida Ingemarsdotter Stina Nilsson                           | POL   | Justyna Kowalczyk Sylwia Jaśkowiec                                         |
| 4×5 km estafette  | NOR  | Heidi Weng Therese Johaug Astrid Jacobsen Marit Bjørgen | SWE    | Sofia Bleckur Charlotte Kalla Maria Rydqvist Stina Nilsson | FIN   | Aino-Kaisa Saarinen Kerttu Niskanen Riitta-Liisa Roponen Krista Pärmäkoski |

### Noordse combinatie
| Onderdeel                | Goud | Goud                                                     | Zilver | Zilver                                                    | Brons | Brons                                                                |
| ------------------------ | ---- | -------------------------------------------------------- | ------ | --------------------------------------------------------- | ----- | -------------------------------------------------------------------- |
| Gundersen normale schans | GER  | Johannes Rydzek                                          | ITA    | Alessandro Pittin                                         | FRA   | Jason Lamy-Chappuis                                                  |
| Gundersen grote schans   | AUT  | Bernhard Gruber                                          | FRA    | François Braud                                            | GER   | Johannes Rydzek                                                      |
|                          |      |                                                          |        |                                                           |       |                                                                      |
| Team                     | GER  | Tino Edelmann Eric Frenzel Fabian Rießle Johannes Rydzek | NOR    | Magnus Moan Håvard Klemetsen Mikko Kokslien Jørgen Gråbak | FRA   | François Braud Maxime Laheurte Sébastien Lacroix Jason Lamy-Chappuis |
| Teamsprint               | FRA  | François Braud Jason Lamy-Chappuis                       | GER    | Eric Frenzel Johannes Rydzek                              | NOR   | Magnus Moan Håvard Klemetsen                                         |

### Schansspringen

#### Mannen
| Onderdeel         | Goud | Goud                                                     | Zilver | Zilver                                                              | Brons | Brons                                             |
| ----------------- | ---- | -------------------------------------------------------- | ------ | ------------------------------------------------------------------- | ----- | ------------------------------------------------- |
| Normale schans    | NOR  | Rune Velta                                               | GER    | Severin Freund                                                      | AUT   | Stefan Kraft                                      |
| Grote schans      | GER  | Severin Freund                                           | AUT    | Gregor Schlierenzauer                                               | NOR   | Rune Velta                                        |
| Team grote schans | NOR  | Anders Bardal Anders Jacobsen Anders Fannemel Rune Velta | AUT    | Stefan Kraft Michael Hayböck Manuel Poppinger Gregor Schlierenzauer | POL   | Piotr Żyła Klemens Murańka Jan Ziobro Kamil Stoch |

#### Vrouwen
| Onderdeel      | Goud | Goud        | Zilver | Zilver   | Brons | Brons                  |
| -------------- | ---- | ----------- | ------ | -------- | ----- | ---------------------- |
| Normale schans | GER  | Carina Vogt | JPN    | Yuki Ito | AUT   | Daniela Iraschko-Stolz |

#### Gemengd
| Onderdeel           | Goud | Goud                                                         | Zilver | Zilver                                          | Brons | Brons                                               |
| ------------------- | ---- | ------------------------------------------------------------ | ------ | ----------------------------------------------- | ----- | --------------------------------------------------- |
| Team normale schans | GER  | Carina Vogt Richard Freitag Katharina Althaus Severin Freund | NOR    | Line Jahr Anders Bardal Maren Lundby Rune Velta | JPN   | Sara Takanashi Noriaki Kasai Yuki Ito Taku Takeuchi |

### Medailleklassement
| Plaats | Land             | Goud | Zilver | Brons | Totaal |
| 1      | Noorwegen        | 11   | 4      | 4     | 19     |
| 2      | Duitsland        | 5    | 2      | 1     | 8      |
| 3      | Zweden           | 2    | 4      | 3     | 9      |
| 4      | Frankrijk        | 1    | 2      | 3     | 6      |
| 5      | Oostenrijk       | 1    | 2      | 2     | 5      |
| 6      | Rusland          | 1    | 1      | 0     | 2      |
| 7      | Canada           | 0    | 1      | 1     | 2      |
| 7      | Italië           | 0    | 1      | 1     | 2      |
| 7      | Japan            | 0    | 1      | 1     | 2      |
| 7      | Verenigde Staten | 0    | 1      | 1     | 2      |
| 11     | Tsjechië         | 0    | 1      | 0     | 1      |
| 11     | Zwitserland      | 0    | 1      | 0     | 1      |
| 13     | Polen            | 0    | 0      | 2     | 2      |
| 14     | Finland          | 0    | 0      | 1     | 1      |
| Totaal | Totaal           | 21   | 21     | 21    | 51     |